# Juan Amenábar
Juan Aménabar Ruiz (Santiago, 22 de junio de 1922-3 de febrero de 1999) fue un compositor, profesor universitario e ingeniero civil chileno. Considerado uno de los pioneros del inicio de la música electroacústica en Sudamérica. En 1957 creó la pieza «Los peces», considerada la primera obra electroacústica tanto en Chile como América Latina.
Fue padre de la soprano Magdalena Amenábar Folch

## Discografía
- Música electrónica (1968)
- Amacatá. Electromúsica para este fin de siglo (1974)
- Obras electroacústicas (1979)
- Música electroacústica (1989)